# Deutsche Nordische Skimeisterschaften 1958

Logo des Deutschen Skiverbands

Die 41. Deutschen Nordischen Skimeisterschaften fanden vom 29. Januar bis zum 2. Februar 1958 in Isny im Allgäu statt. Die Sprungläufe wurden auf der Ibergschanze auf dem Iberg ausgetragen, die ihren Konstruktionspunkt bei 70 Metern hatte und im Vorfeld der Meisterschaften von Heini Klopfer verbessert wurde. Als höchste Auszeichnung wurde der „Goldene Ski“ sowohl an den Sieger der Nordischen Kombination als auch an den Gewinner des 30-km-Skilanglaufs vergeben. Nachdem der Deutsche Skiverband den 50-km-Dauerlauf gestrichen hatte, war der 30-km-Langlauf die längste Distanz der Meisterschaften. Im Anschluss an die Wettbewerbe gab der DSV das deutsche Aufgebot für die Nordischen Skiweltmeisterschaften 1958 in Lahti bekannt.

## Programm und Zeitplan
| Datum           | Uhrzeit | Ereignis               | Geschlecht |
| --------------- | ------- | ---------------------- | ---------- |
| Mi., 29. Januar | 09:30   | 30 km Langlauf         | Männer     |
| Do., 30. Januar | 09:00   | 10 km Langlauf         | Junioren   |
| Do., 30. Januar | 09:30   | 10 km Langlauf         | Frauen     |
| Fr., 31. Januar | 09:00   | 3 × 5 km Staffellauf   | Frauen     |
| Fr., 31. Januar | 14:00   | Kombinationssprunglauf | Männer     |
| Sa., 1. Februar | 09:00   | 15 km Langlauf         | Männer     |
| Sa., 1. Februar | 09:00   | Kombinationslanglauf   | Männer     |
| So., 2. Februar | 08:00   | 4 × 10 km Staffellauf  | Männer     |
| So., 2. Februar | 13:30   | Spezialsprunglauf      | Männer     |

## Skilanglauf

### Frauen

#### 10 km
| Platz | Name                | Ort          | Zeit (h) |
| ----- | ------------------- | ------------ | -------- |
| 01    | Rita Czech-Blasl    | Freiburg     | 0:32:08  |
| 02    | Steffi Köhrer       | Degenfeld    | 0:35:07  |
| 03    | Dorle Puchtler      | Bischofsgrün | 0:35:50  |
| 04    | Ute Röder           | Stuttgart    | 0:36:24  |
| 05    | Gertrud Spiekermann | Neuastenberg | 0:39:02  |

Datum: Donnerstag, 30. Januar 1958

Den Damenlanglauf über 10 Kilometer gewann die 25-jährige Rita Czech-Blasl vom SC Freiburg bei sonnigem Winterwetter. Das Teilnehmerfeld umfasste zwölf Athletinnen.

#### Verbandsstaffel
| Platz | Verband       | Namen                                           | Zeit (h) |
| ----- | ------------- | ----------------------------------------------- | -------- |
| 01    | Schwarzwald I | Herta Stadel Elisabeth Duffner Rita Czech-Blasl | 1:09:39  |
| 02    | Schwaben I    |                                                 | 1:10:44  |
| 03    | Schwaben II   |                                                 | 1:15:19  |
| 04    | Bayern        | Pfister Millitzer Dorle Puchtler                | 1:15:49  |
| 05    | Schwaben III  |                                                 | 1:16:30  |
| 06    | Harz          |                                                 | 1:21:52  |

Datum: Freitag, 31. Januar 1958

Die Frauenstaffel des Skiverbandes Schwarzwald gewann über 3 × 5 Kilometer mit mehr als einer Minute Vorsprung auf den Schwäbischen Skiverband.

### Männer

#### 15 km
| Platz | Name             | Ort            | Zeit (h) |
| ----- | ---------------- | -------------- | -------- |
| 01    | Rudolf Kopp      | Reit im Winkl  | 0:50:45  |
| 02    | Toni Haug        | Unterjoch      | 0:51:00  |
| 03    | Siegfried Weiß   | Furtwangen     | 0:51:25  |
| 04    | Oskar Burgbacher | Furtwangen     | 0:51:48  |
| 05    | Wilhelm Schmidt  | Braunlage      | 0:52:01  |
| 06    | Sepp Achatz      | Zwiesel        | 0:52:02  |
| 07    | Hermann Möchel   | Mannheim       | 0:52:08  |
| 08    | Josef Schiffner  | Frankfurt/Main | 0:52:14  |
| 09    | Heinz Hauser     | Reit im Winkl  | 0:52:27  |
| 10    | Sepp Maier       | St. Peter      | 0:52:30  |

Datum: Samstag, 1. Februar 1958

Rudolf Kopp setzte sich einen Tag nach seinem 32. Geburtstag in einer Konkurrenz von insgesamt 126 Athleten mit einer Laufzeit von 50:45 Minuten durch. Vorjahressieger Siegfried Weiß erreichte mit dem dritten Platz erneut das Podium.

#### 30 km
| Platz | Name             | Ort           | Zeit (h) |
| ----- | ---------------- | ------------- | -------- |
| 01    | Rudolf Kopp      | Reit im Winkl | 1:34:20  |
| 02    | Wilhelm Schmidt  | Braunlage     | 1:35:30  |
| 03    | Siegfried Weiß   | Furtwangen    | 1:35:34  |
| 04    | Hermann Möchel   | Mannheim      | 1:35:54  |
| 05    | Sepp Achatz      | Zwiesel       | 1:36:35  |
| 06    | Toni Haug        | Unterjoch     | 1:37:26  |
| 07    | Xaver Hindelang  | Nesselwang    | 1:37:54  |
| 08    | Oskar Burgbacher | Furtwangen    | 1:38:48  |

Datum: Mittwoch, 29. Januar 1958

Rudolf Kopp vom WSV Reit im Winkl gewann den „Goldenen Ski“ des Deutschen Skiverbandes mit einer Laufzeit von 1:34:20 Stunden vor Wilhelm Schmidt und dem Titelverteidiger Siegfried Weiß. Kopp setzte sich bei strahlendem Wintersonnenwetter in einem Teilnehmerfeld von 62 Teilnehmern auf einer abwechslungsreichen Loipe von Beginn an ab.

#### Verbandsstaffel
| Platz | Verband         | Namen                                                     | Zeit (h) |
| ----- | --------------- | --------------------------------------------------------- | -------- |
| 01    | Schwarzwald I   | Sepp Maier Oskar Burgbacher Hermann Möchel Siegfried Weiß | 2:23:21  |
| 02    | Bayern          | Toni Haug Heinz Hauser Sepp Achatz Rudolf Kopp            | 2:23:54  |
| 03    | Bayern II       |                                                           | 2:27:44  |
| 04    | Schwaben        |                                                           | 2:29:44  |
| 05    | Bayern III      |                                                           | 2:29:45  |
| 06    | Schwarzwald III |                                                           | 2:30:33  |

Datum: Sonntag, 2. Februar 1958

Die Männerstaffel aus dem Schwarzwald wiederholte ihren Vorjahreserfolg und verwies vor 3000 Zuschauern die erste bayerische Staffel auf Rang zwei.

## Nordische Kombination

### Einzel (K 70/15 km)
| Platz | Name              | Verein              | Sprungpunkte | Laufpunkte | Gesamt |
| ----- | ----------------- | ------------------- | ------------ | ---------- | ------ |
| 01    | Georg Thoma       | SC Hinterzarten     | 226,0        | 235,7      | 461,7  |
| 02    | Josef Schiffner   | SC Taunus Frankfurt | 203,5        | 240,0      | 443,5  |
| 03    | Helmut Böck       | SC Nesselwang       | 206,5        | 228,9      | 435,4  |
| 04    | Bernhard Drexl    | SV Bayrischzell     |              |            | 433,6  |
|       | Heinz Hauser      | WSV Reit im Winkl   |              |            | 433,6  |
| 06    | Artur Bodenmüller | WSV Isny            |              |            | 429,7  |
| 07    | Edi Lengg         | WSV Reit im Winkl   |              |            | 428,7  |
| 08    | Eberhard Plenk    | SC Ruhpolding       |              |            | 427,0  |

Datum: Freitag, 31. Januar und Samstag, 1. Februar 1958

Mit einer Gesamtpunktzahl von 461,7 gelang dem 20-jährigen Schwarzwälder Georg Thoma den eindeutigsten Erfolg eines Kombinierers bei den bisher zehn Nachkriegsmeisterschaften. Mit zwei Sprüngen von je 74 Metern gewann Thoma bereits mit 22 Punkten Vorsprung auf den Zweiten Josef Schiffner den Sprunglauf. Dennoch sind auch die Leistungen Schiffners und des Dritten Helmut Böck hoch zu bewerten, sodass in der Presse von der besten deutschen Spitzengruppe in der Nordischen Kombination aller Zeit gesprochen wurde.

## Skispringen

### Großschanze
| Platz | Name           | Ort           | Weite 1 | Weite 2 | Punkte |
| ----- | -------------- | ------------- | ------- | ------- | ------ |
| 01    | Max Bolkart    | Oberstdorf    | 81,0 m  | 74,0 m  | 228,0  |
| 02    | Georg Thoma    | Hinterzarten  | 75,5 m  | 75,5 m  | 220,0  |
| 03    | Helmut Bleier  | Bischofsgrün  | 75,0 m  | 7,0 m   | 217,0  |
| 04    | Josef Kleisl   | Partenkirchen | 74,5 m  | 75,5 m  | 216,0  |
| 05    | Heinrich Zapf  | Bischofsgrün  | 75,5 m  | 74,0 m  | 214,0  |
| 06    | Toni Brutscher | Oberstdorf    | 72,0 m  | 75,5 m  | 213,0  |

Datum: Sonntag, 2. Februar 1958

Max Bolkart gewann seinen dritten Meistertitel in Folge von der K-70-Iberg-Schanze. Bereits nach dem ersten Durchgang konnte er sich deutlich von der Konkurrenz absetzten, sodass er sich eine durchschnittlichere Weite im zweiten Sprung leisten konnte.